# Ormes, Eure
 Ormes là một xã thuộc tỉnh Eure trong vùng Normandie miền bắc nước Pháp.